# Uhliska
Uhliska jsou přírodní památka poblíž obce Doubravy v okrese Zlín. Nově bylo území vyhlášeno jako přírodní rezervace Nařízením Zlínského kraje č. 3/2019. Důvodem ochrany jsou společenstva cenných pcháčových luk, širokolistých suchých trávníků a údolních jasanovo-olšových luhů s výskytem mnoha vzácných a zvláště chráněných druhů rostlin a živočichů, zejména pak evropsky významných druhů motýlů modráska očkovaného (Maculine teleius) a modráska bahenního (Maculine nausithous).

## Galerie

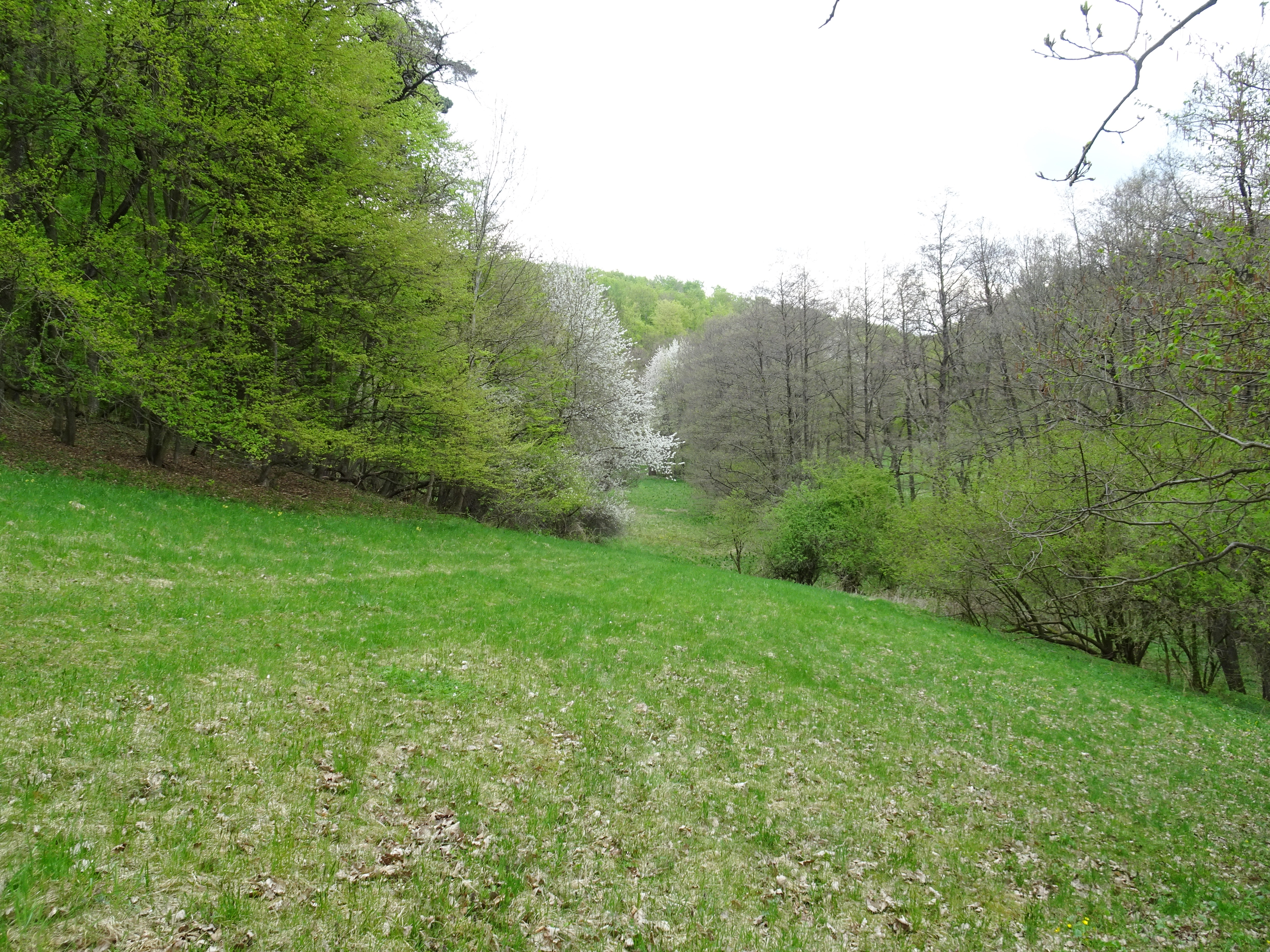
Louka v údolí Černého potoka
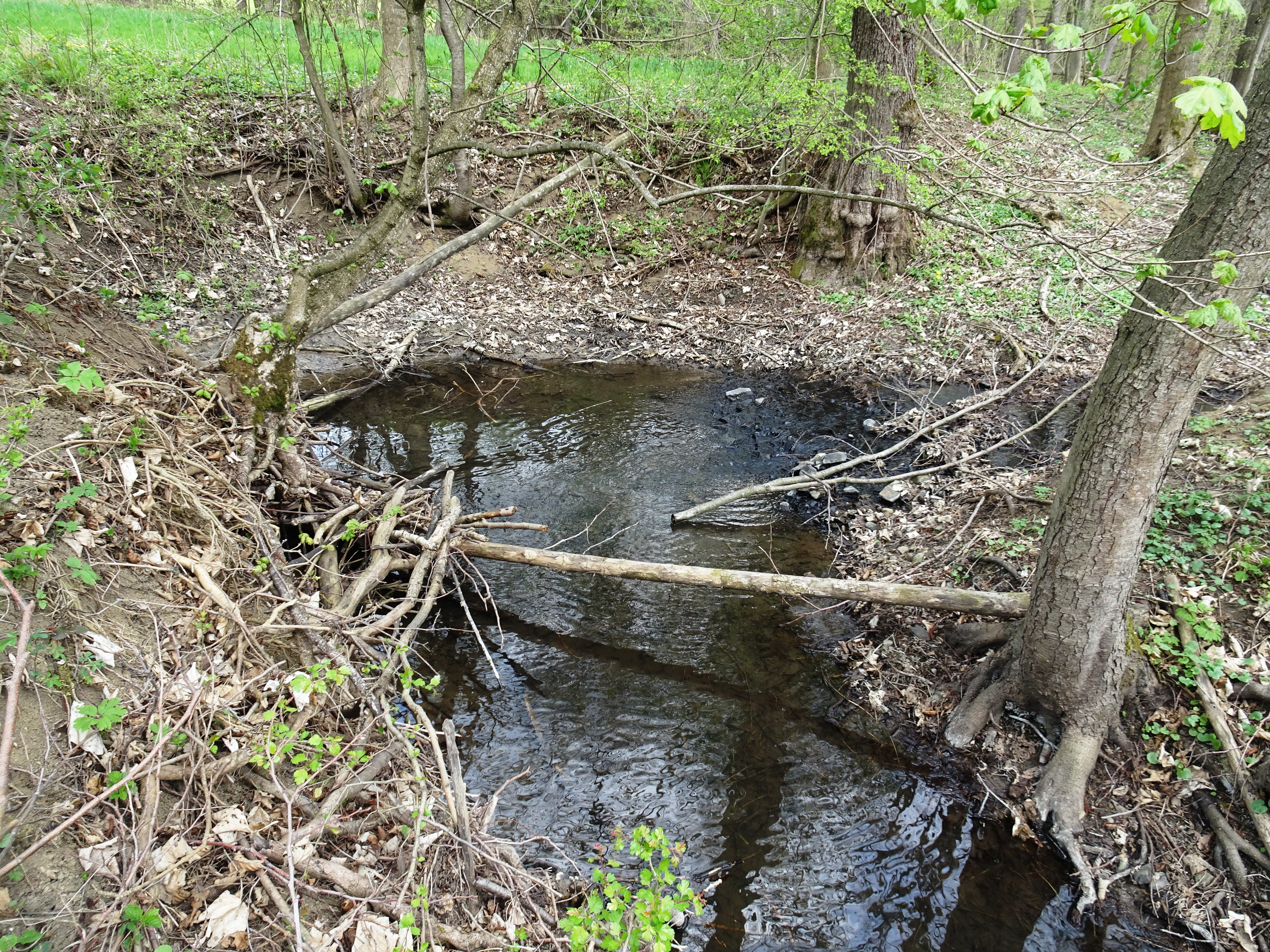
Meandrující potok
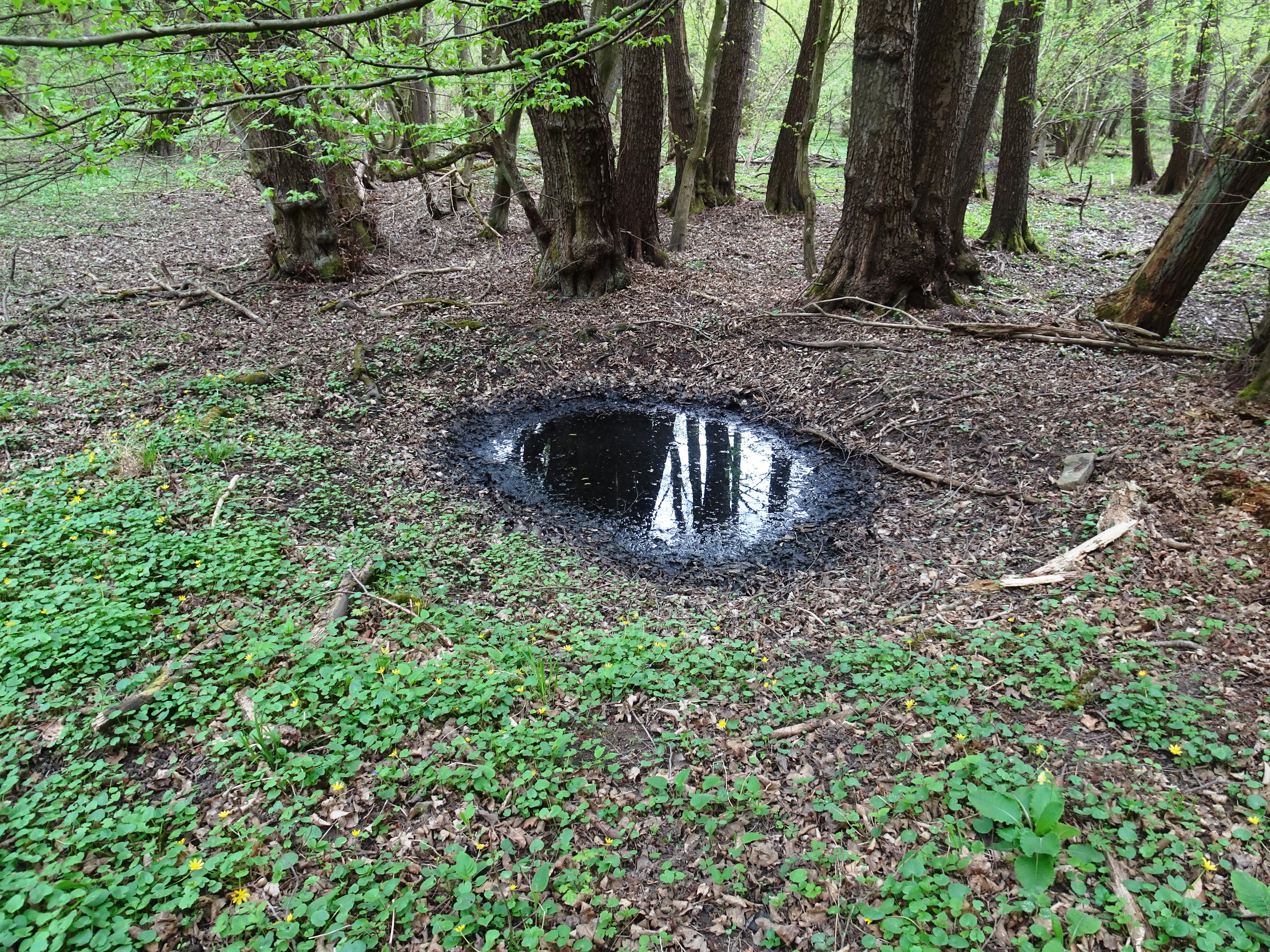
Tůňka
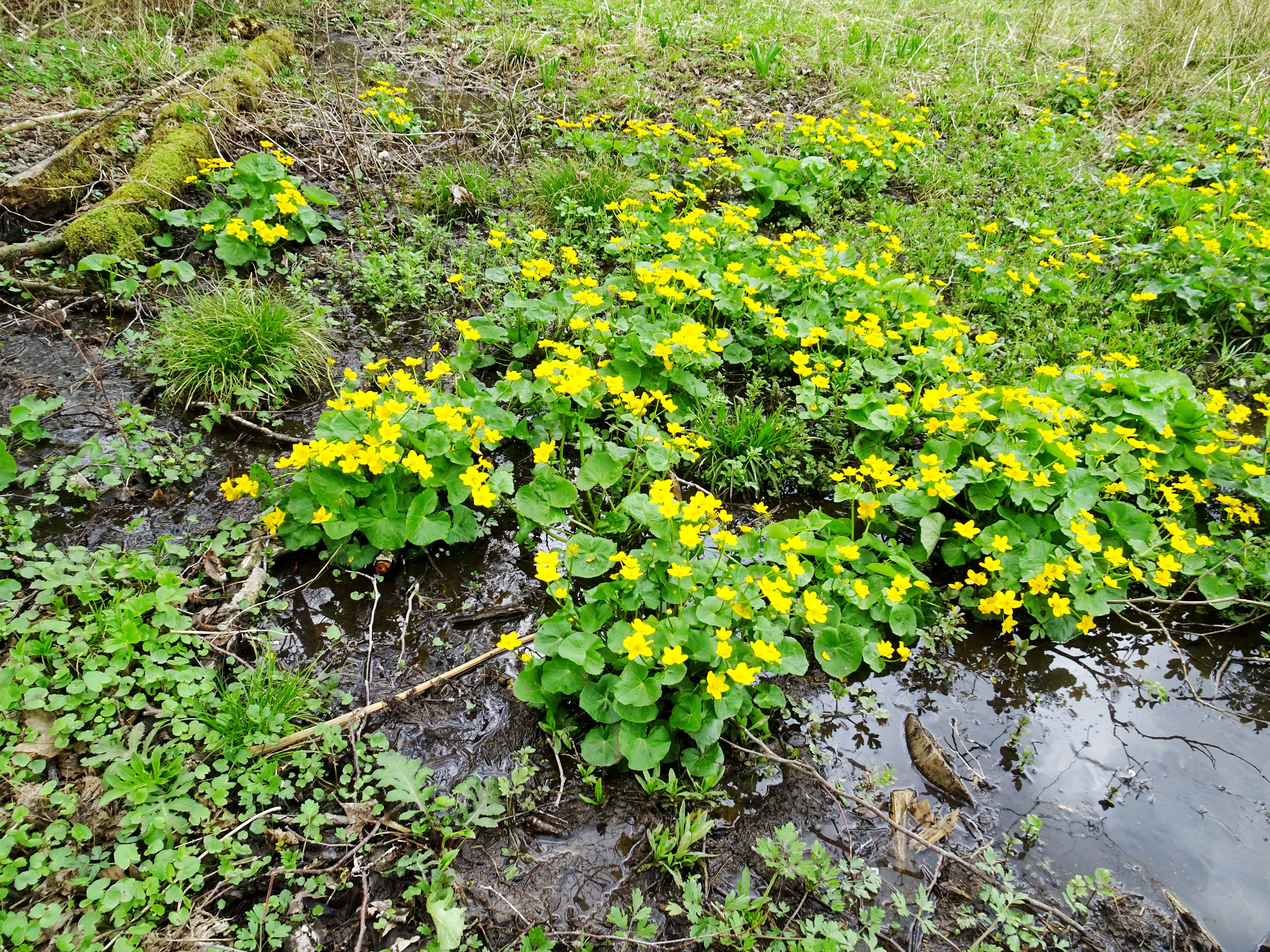
Blatouch bahenní
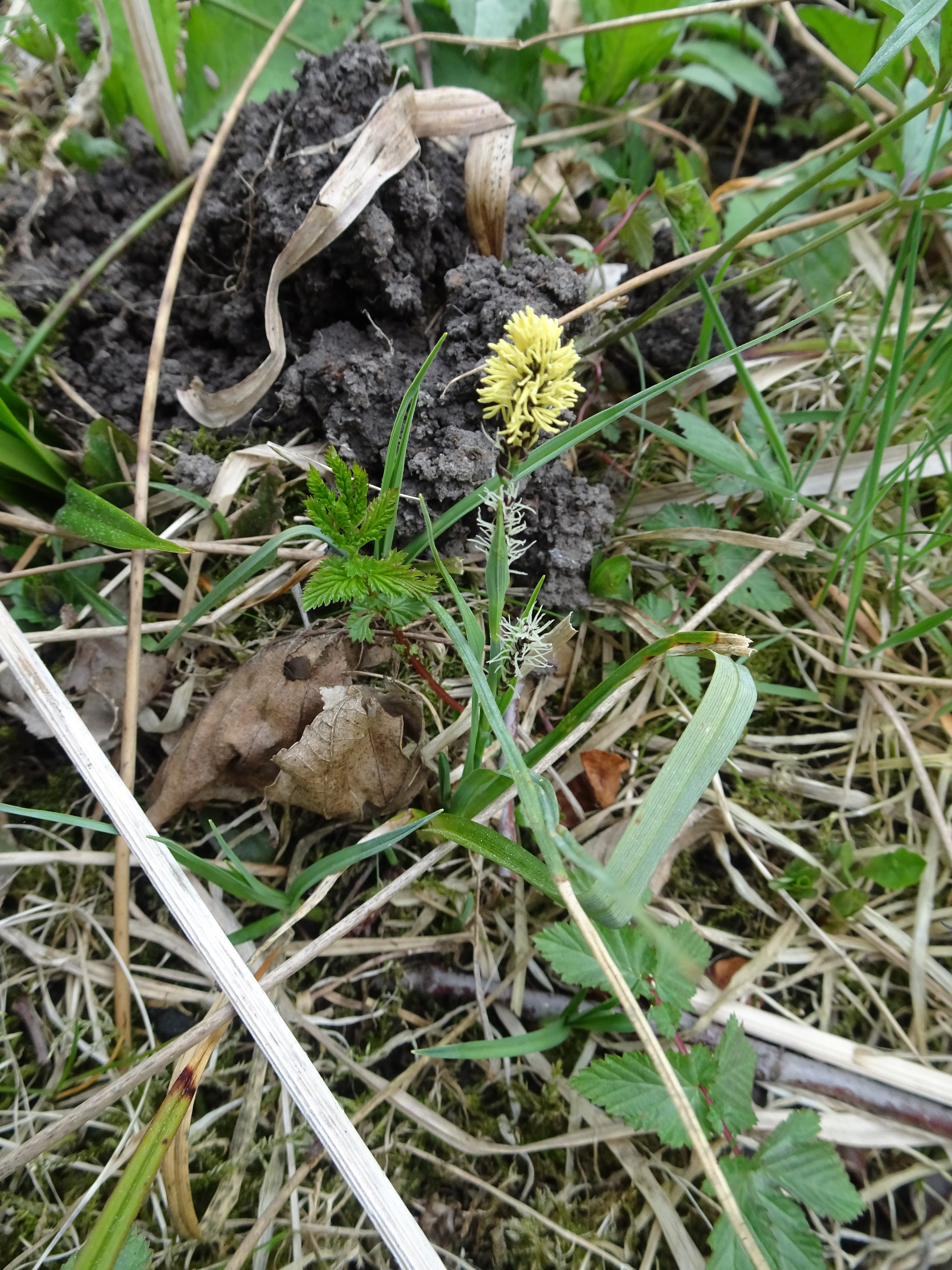
Ostřice chlupatá
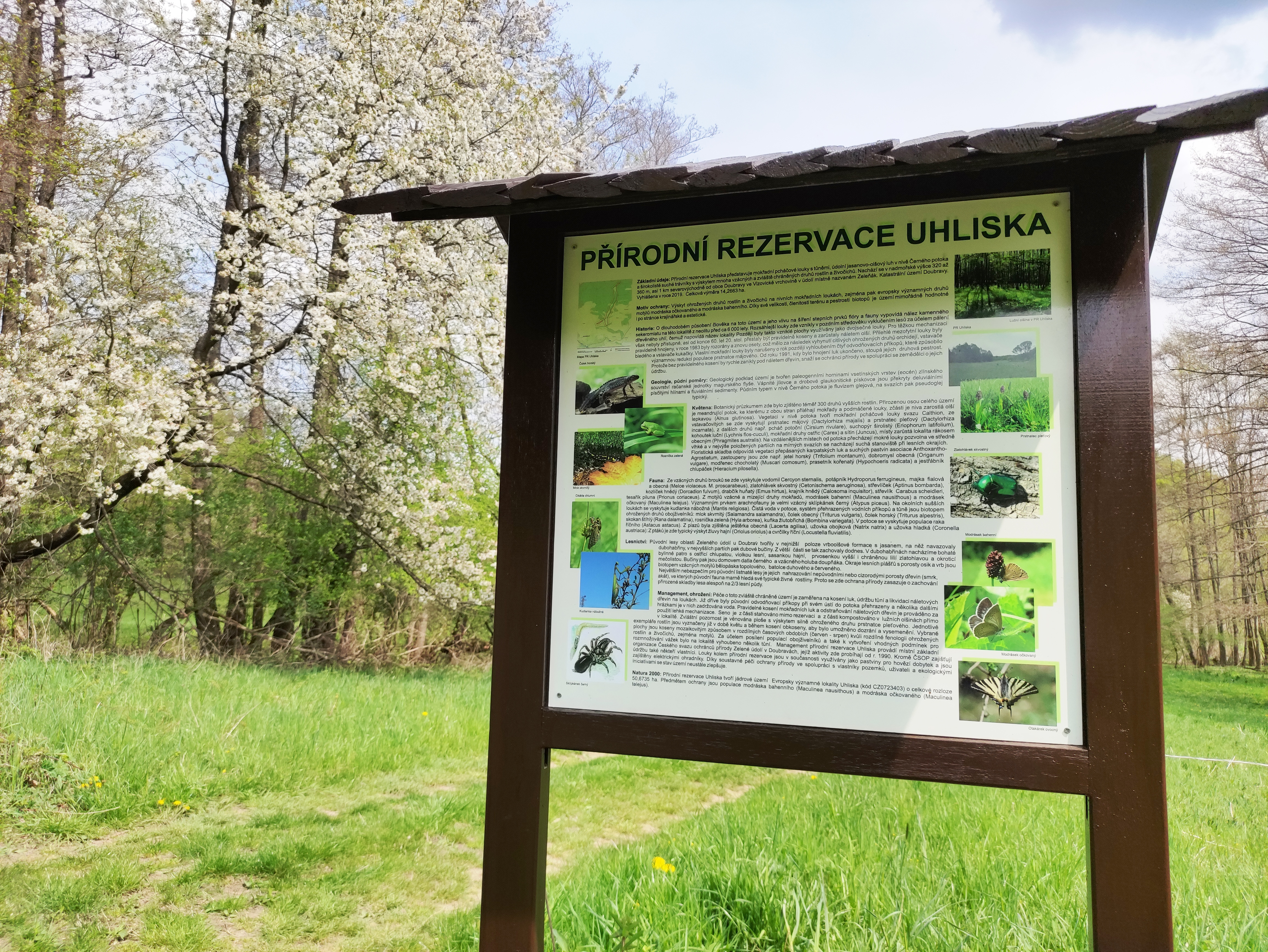
Informační tabule